# Jillian Murray
Jillian Leigh Murray (Reading, Pensilvania; 4 de junio de 1984) es una actriz estadounidense.

## Biografía
Murray nació en Reading, Pennsylvania, y en 2003 debutó en el cine en la película independiente Deep Toad como Natashia. Más tarde fue lanzada en Fifty Pills como Jayne, seguida de Pretty Little Devils, también conocida como Pretty Little Devils. Su primer papel principal fue The Fun Park.
En 2009, Murray interpretó a Gwen Adams en la comedia romántica American High School. Más tarde, fue Heather en An American Carol, Abby Graves en The Graves, O Graves y Lex Mitchell en Forget Me Not. 
Murray desempeñó un papel recurrente en la serie original de Disney Channel Sonny with a Chance, en el papel de Portlyn.  Tuvo un papel en Cougar Hunting en el papel de Penélope (hija de Lara Flynn Boyle), así como en Wild Things: Foursome interpretando a Brandi Cox.

## Vida personal
En 2010, Murray comenzó a salir con el actor australiano Dean Geyer, que conoció en el rodaje de la película Never Back Down 2: The Beatdown. La pareja anunció su compromiso el 18 de diciembre de 2016. Se casaron el 14 de septiembre de 2017.

## Filmografía
| Año       | Filme                              | Papel                      | Notas           |
| --------- | ---------------------------------- | -------------------------- | --------------- |
| 2003      | Deep Toad                          | Natashia                   | Uncridited Role |
| 2005      | Fifty Pills                        | Jayne                      |                 |
| 2005      | One Night With You                 | Brianna                    |                 |
| 2006      | Drake and Josh                     | Drake's Girl (2 episodios) |                 |
| 2006      | The Fun Park                       | Megan Davis                |                 |
| 2007      | Mass Effect                        | Liara T'Soni (Face only)   |                 |
| 2008      | Pretty Little Devil                | Megan Woods (a.k.a Legacy) |                 |
| 2008      | Knuckle Draggers                   | Amy                        |                 |
| 2008      | American High School               | Gwen Adams                 |                 |
| 2008      | An American Carol                  | Heather                    |                 |
| 2008      | Forget Me Not                      | Lex Mitchell               |                 |
| 2008      | The Graves                         | Abby Graves                |                 |
| 2009      | Cougar Hunting                     | Penelope                   |                 |
| 2009      | Sonny With a Chance                |                            |                 |
| 2009-2012 | Jersey Shore                       | Herself (Complete Season)  |                 |
| 2010      | Wild Things: Foursome              | Brandi Cox                 |                 |
| 2010      | Visible Scars                      | Stacy                      |                 |
| 2010      | The Jace Hall Show                 | Herself (varios episodios) |                 |
| 2010      | Mass Effect 2                      | Liara T'Soni (Face only)   |                 |
| 2011      | Never Back Down 2: The Beatdown    | Eve                        |                 |
| 2011      | Awkward.                           | Jenna Más/ Olivia          | Double Role     |
| 2012      | The Graves 2: Return to Skull City | Abby Graves                |                 |
| 2012      | Mass Effect 3                      | Liara T'Soni (Face only)   |                 |